# در باغ میوه
در باغ میوه ( لهستانی : W altanie ) یک نقاشی رنگ روغن است که توسط نقاش رئالیست لهستانی الکساندر گیرمسکی در سال ۱۸۸۲ آفریده شده است.